# Harold Hackett
Harold Humphrey Hackett, né le 12 juillet 1878 à Hingham et mort le 20 novembre 1937 à New York, est un joueur de tennis américain.
Il obtient ses meilleurs résultats en double, associé à Fred Alexander : champions des États-Unis à quatre reprises (1907, 1908, 1909 et 1910), ils parviennent en finale trois fois (1905, 1906 et 1911). Il remporte la Coupe Davis 1913 en tant que capitaine et joueur à l'âge de 35 ans.
Il est membre du International Tennis Hall of Fame depuis 1961.